# Povestea Iepurașului Peter
Povestea iepurașului Peter este o carte pentru copii scrisă și ilustrată de Beatrix Potter care îl urmărește pe tânărul și răutăciosul iepuraș Peter care intră în grădina domnului McGregor. El scapă și se întoarce acasă la mama sa care îl pune la culcare după ce îî oferă acestuia un ceai de mușețel. Povestea a fost scrisă pentru Noel Moore, în vârstă de 5 ani, fiul fostei guvernante a lui Potter, Annie Carter Moore, în 1893. A fost revizuită și tipărită în mod privat de Potter în 1901 după respingerea mai multor editori, dar a fost tipărită într-o ediție comercială de Frederick Warne & Co. în 1902. Cartea a fost un succes și au fost publicate mai multe reeditări în anii imediat următoare debutului. A fost tradusă în 36 de limbi, cea mai bine vândută carte din istorie. 
De la lansare, cartea a generat obiecte considerabile atât pentru copii, cât și pentru adulți, inclusiv jucării, vase, alimente, îmbrăcăminte și videoclipuri. Potter a fost unul dintre primii responsabili pentru astfel de obiecte atunci când a brevetat o păpușă Iepurașul Peter în 1903 și a urmat-o aproape imediat cu un joc de societate Iepurașul Peter. Iepurașul Peter a rămas popular printre copii de mai bine de un secol și continuă să fie adaptat și extins prin noi ediții de carte, televiziune și film.

## Rezumat
Povestea se concentrează pe o familie de iepuri antropomorfi. Mama iepure, văduvă îi avertizează pe cei patru copii-iepuraș ai ei, Flopsy, Mopsy, Cottontail și Peter (cel mai mic copil de iepure) să nu intre în grădina de legume a unui bărbat pe nume McGregor, a cărui soție, le spune ea, și-a pus tatăl într-o plăcintă după ce a intrat. Tripleții ei (Flopsy, Mopsy și Cottontail) se abțin ascultător de la intrarea în grădină. Surorile mai mari ale lui Peter (Flopsy, Mopsy și Cottontail) erau iepurași buni și au coborât jos în poiană pentru a aduna mure. Dar Peter intră în grădină să guste niște legume . 
Peter ajunge să mănânce mai mult decât ceea ce este bine pentru el și merge să caute pătrunjel pentru a-și vindeca durerile de stomac. Peter este văzut de domnul McGregor și își pierde jacheta și pantofii în timp ce încearcă să scape. Se ascunde într-o adăpătoare într-o magazie, dar apoi trebuie să fugă din nou când domnul McGregor îl găsește și ajunge complet pierdut. După ce se furișează pe lângă o pisică, Peter vede poarta pe unde a intrat în grădină de la distanță și se îndreaptă spre ea, în ciuda faptului că a fost reperat și urmărit din nou de domnul McGregor. Cu greu, se zvârcolește sub poartă și scapă din grădină, dar își vede hainele abandonate fiind folosite pentru a îmbrăca sperietoarea domnului McGregor pentru ciori și alte creaturi. 
După întoarcerea acasă, Peter cel bolnav este trimis la culcare de mama sa, după ce aceasta îi spune că jacheta și pantofii lui sunt al doilea rând de îmbrăcăminte pe care îl pierde în ultimele două săptămâni. Mama lui observă, de asemenea, că nu se simțea prea bine și deduce că a fost cu siguranță în grădina domnului McGregor. Pentru a-i vindeca durerea de stomac, doamna Iepure îi dă ceai de mușețel, care se dovedește a fi o linguriță și îi dă o doză din el lui Peter. Între timp, surorile mai mari ale lui Peter (Flopsy, Mopsy și Cottontail) primesc o cină delicioasă cu lapte, pâine și mure. Cu toate acestea, doar domnul McGregor știa unde erau hainele lui Peter, deoarece le folosea pentru a înspăimânta ciorile ca o sperietoare.

## Compoziția
Povestea a fost inspirată de un iepure de companie pe care Potter l-a avut în copilărie, pe care l-a numit Peter Piper. Prin anii 1890, Potter a trimis scrisori de poveste ilustrate pentru copii fostei sale suvernante, Annie Moore. În 1900, Moore, realizând potențialul comercial al poveștilor lui Potter, a sugerat să fie transformate în cărți. Potter a îmbrățișat sugestia și, împrumutând corespondența ei completă (care fusese păstrată cu atenție de copiii Moore), a selectat o scrisoare scrisă la 4 septembrie 1893 către Noel, în vârstă de 5 ani, care conținea o poveste despre un iepure pe nume Peter. Biografa lui Potter, Linda Lear explică: „Scrisoarea originală a fost prea scurtă pentru a crea o carte adecvată, așa că Potter a adăugat un text și a făcut noi ilustrații alb-negru ... și a făcut-o mai suspansă. Aceste schimbări au încetinit narațiunea, au adăugat intrigi și a dat o mai mare senzație de trecere a timpului. Apoi a copiat-o într-un caiet de exerciții acoperit cu rigiditate și a pictat un frontispiciu colorat care îi arăta doamnei Iepure dozându-l lui Peter cu ceai de mușețel ". 

## Istoricul publicațiilor

### Publicația privată
După cum explică Lear , Potter a intitulat „Povestea Iepurașului Peter și grădina domnului McGregor” și l-a trimis editorilor, dar „manuscrisul ei a fost returnat ... inclusiv Frederick Warne & Co. ... Unii editori doreau o carte mai scurtă, alții una mai lungă. Dar majoritatea doreau ilustrații colorate care până în 1900 erau atât populare, cât și accesibile ".Cele mai multe respingeri au fost frustrante pentru Potter, care știa exact cum ar trebui să arate cartea ei (ea a adoptat formatul și stilul Helen Bannerman lui Little Black Sambo ) „și cât de mult ar trebui să coste”. A decis să publice ea însăși cartea și, la 16 decembrie 1901, primele 250 de exemplare ale ei tipărite în mod privat „Povestea Iepurașului Peter” erau „gata pentru distribuire către familie și prieteni”. 

### Prima ediție comercială
În 1901, după cum explică Lear, un prieten al familiei Potter și poet, Canon Hardwicke Rawnsley, a pus povestea lui Potter în „versuri didactice destul de îngrozitoare și le-a transmis, împreună cu ilustrațiile lui Potter și jumătate din manuscrisul revizuit, lui Frederick Warne & Co.” care fusese printre respingătorii originali, editorii Warne au refuzat versiunea lui Rawnsley ,,dar au cerut să vadă manuscrisul complet al lui Potter”- interesul lor stimulat de această oportunitate , Povestea Iepurașului Peter i-a oferit editorului să concureze cu succesul popularului Little Black Sambo al lui Helen Bannerman și alte cărți pentru copii de format mic aflate pe piață. Când Warne a întrebat despre lipsa ilustrațiilor color din carte, Potter a răspuns că maro-iepure și verde nu sunt subiecte bune pentru colorare. Warne a refuzat cartea, dar a lăsat deschisă posibilitatea publicării viitoare.  
Warne dorea ilustrații color în toată „cartea iepurașului” (după cum firma se referea la poveste) și a sugerat tăierea ilustrațiilor „de la patruzeci și doi la treizeci și doi ... și a marcat care dintre ele ar putea fi eliminate cel mai bine”. Potter inițial a rezistat ideii cu ilustrațiile color , dar apoi a realizat că încăpățânarea ei în primă fază a fost o greșeală. Ea i-a trimis lui Warne „mai multe ilustrații color, împreună cu o copie a ediției sale tipărite privat”, pe care Warne i-a predat-o eminentului lor ilustrator de cărți pentru copii L.Leslie Brooke pentru opinia sa profesională. Brooke a fost impresionată de munca lui Potter. Din fericire, recomandarea sa a coincis cu o creștere bruscă a pieței mici a cărților ilustrate. Între timp, Potter a continuat să distribuie ediția tipărită în mod privat familiei și prietenilor, cu celebrul creator al lui Sherlock Holmes , Arthur Conan Doyle , achiziționând o copie pentru copiii săi. Când s-a epuizat prima tipărire privată de 250 de exemplare, au fost pregătite alte 200. Ea a notat într-o inscripție într-un exemplar că iubitul ei iepure de companie Peter a murit.   
Potter a ajuns la un acord cu Warne pentru o publicație comercială inițială de 5.000 de exemplare.  Negocierile s-au prelungit în anul următor, dar un contract a fost semnat în sfârșit în iunie 1902.  Potter a fost implicat îndeaproape în publicarea ediției comerciale - redesenând acolo unde era necesar, făcând ajustări minore în proză și corectând punctuația. Blocurile pentru ilustrații și text au fost trimise tipografului Edmund Evans pentru gravare , iar ea a făcut ajustări la dovezi când le-a primit. Lear scrie că „Chiar înainte de publicarea poveștii la începutul lunii octombrie 1902, primele 8.000 de exemplare erau epuizate. Până la sfârșitul anului erau 28.000 de exemplare din Povestea lui Peter Rabbit tipărite. Până la mijlocul anului 1903, a existat o a cincea ediție cu fundaluri colorate sportive ... a șasea tipărire a fost produsă în cursul lunii "; iar la un an după prima publicație comercială erau 56.470 de exemplare tipărite. 

### Drepturile de autor americane
Biroul din New York al Warne „nu a reușit să înregistreze drepturile de autor pentru Povestea Iepurașului Peter din Statele Unite și copii fără licență ale cărții (de la care Potter nu va primi drepturi de autor) au început să apară în primăvara anului 1903. Nimeni nu putea face ceva pentru a-i opri ”.  
Pierderea financiară enormă „a lui Potter a devenit evidentă doar în timp”. Necesitatea protejării proprietății sale intelectuale a ajuns la bun sfârșit după publicarea de succes din Povestea veveriței Nutkin din 1903, când tatăl ei s-a întors de la Burlington Arcade în Mayfair la Crăciunul din 1903 cu o veveriță de jucărie etichetată ,,Nutkin”.

## Promovarea
Potter a afirmat că poveștile ei vor fi într-o zi clasice pentru creșe, iar o parte din „longevitatea cărților sale provine din strategie”, scrie biograful lui Potter, Ruth MacDonald. Ea a fost prima care a exploatat posibilitățile comerciale ale personajelor și poveștilor ei; între 1903 și 1905, acestea au inclus o jucărie  cu Iepurașul Peter , un joc de masă nepublicat și tapet de grădiniță.   
De-a lungul deceniilor au fost puse la dispoziție variații considerabile ale formatului și versiunii originale a cărții Povestea Iepurașului Peter , precum și a obiectelor derivate. Versiunile variate includ  ferestre pop-up, teatre de jucărie și cărți cu clapete. Până în 1998, tehnologia modernă a pus la dispoziție videoclipuri, casete audio, un CD-ROM, un program pentru computer și site-uri de internet, așa cum este descris de Margaret Mackey scriind în cazul Iepurașului Peter : schimbarea condițiilor literaturii pentru copii. Ea continuă: „Warne și colaboratorii săi și  concurenții lor au produs o colecție mare de cărți de activități și o revistă educațională lunară”.  Există o mulțime de alte obiecte legate de Iepurașul Peter și „magazinele de jucării din Statele  Unite și Marea Britanie au secțiuni întregi din magazin special semnalizate și destinate jucăriilor și obiectelor legate de Potter”.   
Copierea neautorizată a cărții a înflorit de-a lungul deceniilor, doar câteva secvențe sunt vag asociate cu originalul. În 1916, americanul Louise A. Field a câștigat popularitatea scriind cărți precum ``Peter Rabbit Goes to School`` și ``Peter Rabbit and His Ma``, ale căror ilustrații l-au arătat în jacheta sa albastră distinctivă. Într-un film animat de Golden Films,⁠(d) The New Adventures of Peter Rabbit, „lui Peter i se dau dinți de dolar, un accent american și o a patra soră Hopsy”. Un alt videoclip „care spune  povestea îl arată pe Peter ca predicator creștin cântând cântece despre Dumnezeu și Iisus”.  

## Lauda literară
Scriind povestea : clasicul care a vestit renașterea povestirii americane , discutând despre diferența dintre poveștile care se pretează bine  în povestiri și poveștile care se pretează bine în  lecturi, Ramon Ross explică că  Iepurașul Peter este o poveste creată pentru lectură. El crede că Potter a creat un amestec bun între suspans și tensiune, amestecat cu pauze în acțiune. El continuă să spună că stilul de scriere - „economia cuvintelor, scrierea clară” - se potrivește bine unui public tânăr.  
Lear scria că Potter ,,de fapt a creat o nouă formă de fabulă animală , una în care animalele antropomorfe  se comportau ca fiind reale cu instincte adevărate” și o formă de fabulă cu ilustrații anatomice desenate de un artist cu spirit științific. În plus ea afirmă că natura Iepurașului Peter este cunoscută de toți entuziaștii de iepuri ,,și susținută de cei care nu sunt” deoarece rolul ei vorbește despre o înțelegere universală a comportamentului iepurașului.  
După spusele lui Stuart Jeffries ”criticile psihoanalitice ale muncii ei s-au înmulțit după moartea ei în 1943”. Iepurașul Peter, al lui Beatrix Potter, cititorul nu poate să se indentifice  cu micuțul rebel și cu situația sa dificilă, întrucât toate ilustrațiile sunt prezentate din punctul său de vedere mai jos, majoritatea îl prezintă pe Peter în prim plan și apropiat de cititor, iar dl. McGregor este îndepărtat de cititor, fiind  descris total opus față de Peter. Scott explică că ” Această  identificare inspiră frică și tensiune în cititor și interacționează cu vocea  naratorului”, uneori cu efecte contradictorii .  
În imaginea lui Peter stând lângă ușa închisă, naratorul descrie acea scenă fără  urmă de umor. Inabilitatea de a trece peste obstacole  , aceasta afirmație este prezentată  cu obiectivitate de narator ” Peter începe să plângă ” este spus fără ironie,  acest lucru atrăgând mult mai aproape cititorul  de emoțiile și stările lui Peter.  
Ilustrația îl înfățișează pe Peter îmbrăcat stând în fața ușii picior peste picior cu lacrimi în ochi. Fără  hainele sale , Peter este doar un animal mic  și sălbatic, dar lacrimile, emoțiile și postura sa umană intensifică ascocierea cititorului cu el. Aici narațiunea ilustrează mai degrabă armonie decât discordie. Frank Delaney notează  ”o autoconținere” în scrierile lui Potter care reflectă o mamă dezinteresată  și o coplilărie singuratică  petrecută doar în prezența animalelor de companie.  

## Adaptarea
În 1938 după succesul lui ”Albă ca Zăpada și cei 7 pitici” , Walt Disney a devenit interesat să realizeze un film de animație bazat pe Povestea lui Peter Rabbit. Cu toate acestea , într-o scrisoare adresată unui prieten, Potter a scris că a refuzat ”schema filmului Peter Rabbit” al lui Walt Disney, spunând că  :  ”nu sunt încrezător cu privire la rezultat ”. Au propus să folosească desene animate, se pare că o succesiune de figuri poate fi jonglată împreună pentru a da impresia de mișcare. Nu cred că imaginile ar fi satisfăcătoare.... nu are rost să mă deranjez cu asta!”  
În 1935, povestea a fost vag adaptată în scurtmetrajul  lui Marrie Melodies, Băiatul de la țară. Arată câteva modificări în legătură cu povestea originală a  lui Beatrix Potter, în special numele de familie  Rabbit este schimbat în ”Cottontail” și Peter are doi frați și o soră în loc de trei surori. În 1971 , Iepurașul Peter a apărut ca persoanj de balet în filmul ”Poveștile  lui Beatrx Potter”. La sfârșitul anului 1991, HBO a difuzat  o adaptare muzicală animată din ”Povestea Iepurașului Peter”, povestită de Carol Burnett. În 2006, Iepurașul Peter a fost puternic menționat într-un biopic despre Beatrix Potter intitulat Miss Potter. În decembrie 2012, o nouă serie Tv pentru copii animată de CGI, intitulată Iepurașul Peter a avut premiera pe Nickelodeon cu un serial complet lansat în 2013. Peter a fost interpretat de Colin DePaula pe tot parcursul sezonului 1 și a fost retras de L. Parker Lucas pentru sezonul 2 în versiunea americană. În versiunea din Marea Britanie, el este interpretat de Connor Fitzgerald. 
În februarie 2018, a fost lansat un lungmetraj 3D live animat de CGI intitulat Iepurașul Peter ,în regia lui Will Gluck. Rolurile  audio au fost interpretate de James Corden, Daisy Ridley , Margot Robbie și Elisabeth Debicki, iar rolurile de acțiune live au fost jucate de Domhnall Gleeson, Rose Byrne și Sam Neil. O continuare va fi lansată în 2021.